# FS E.620
Die E.620 war eine sechsachsige Elektrolokomotive der italienischen Ferrovie dello Stato (FS), die auf der mit 650 V aus der seitlichen Stromschiene elektrifizierten Strecke Mailand–Varese der Ferrovie Varesine eingesetzt wurde.

## Geschichte
Die Lokomotive wurde 1925 von der FS-Werkstatt Gallarate zusammen mit Reggiane gebaut. Für die elektrische Ausrüstung wurden Teile der 1901 von der Società per le Strade Ferrate del Mediterraneo beschafften Triebwagen RM 5111–5130 weiterverwendet, die ungefähr 1923 ausrangiert worden waren.  Nachdem der Stromschienenbetrieb bei der Varesine eingestellt worden war, wurden die Lokomotiven durch Ansaldo auf Oberleitungsbetrieb mit 3000 V Gleichstrom umgebaut und als E.621 weiter eingesetzt.

## Technik
Die sechsachsige Lokomotive bestand aus zwei kurzgekuppelten dreiachsigen Fahrgestellen. Auf einem der Fahrgestelle war lediglich ein Vorbau angeordnet, auf dem anderen waren der Führerstand und ein kleiner Vorbau angeordnet, sodass die Lokomotiven ein asymmetrisches Erscheinungsbild hatten. Der Antrieb erfolgte mittels sechs Tatzlagermotoren.